# Cikowice (przystanek kolejowy)
Cikowice – przystanek kolejowy w Cikowicach, w województwie małopolskim, w Polsce.

## Ruch pasażerski
| Rok  | Wymiana pasażerska na dobę |
| ---- | -------------------------- |
| 2017 | 100-149                    |
| 2022 | 50-99                      |